# A62高速公路
A62高速公路是法国的一条高速公路，全长234千米，于1975年建成通车。A62始于Villenave-d'Ornon，终于图卢兹，与A61和A68高速相接。A62也是欧洲E72公路和欧洲E9公路的一部分。